# تجاوز در زندان

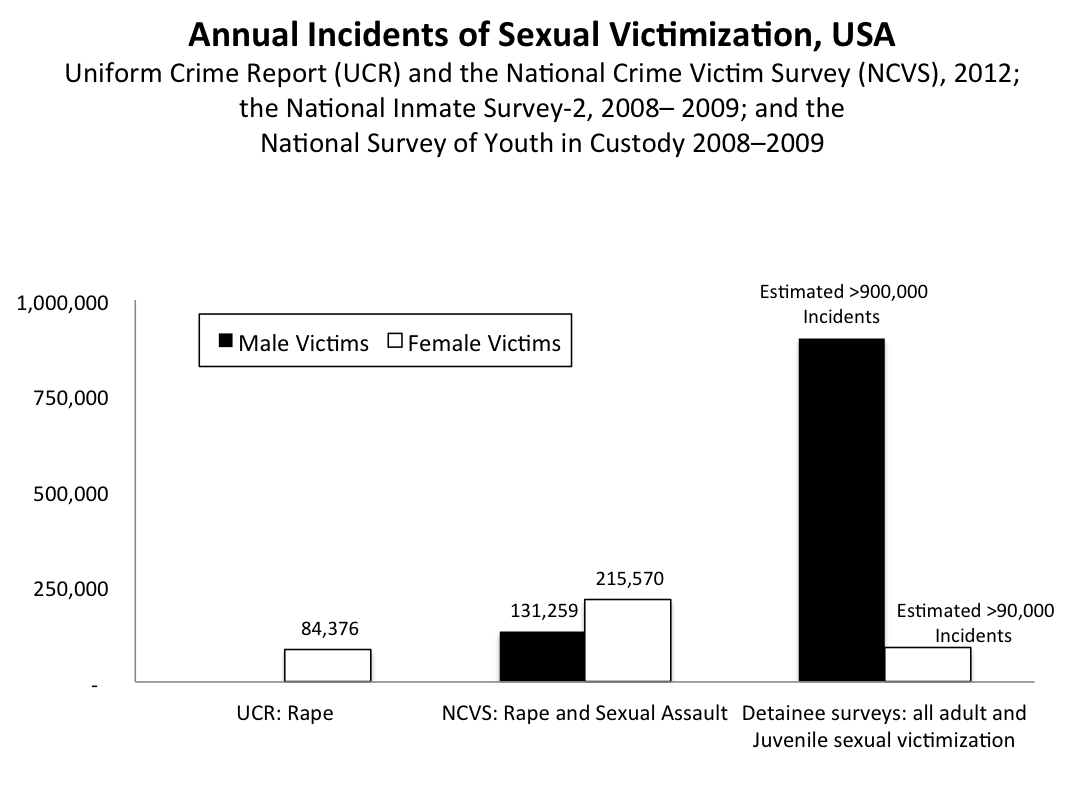
با نگاهی به منابع مختلف نظرسنجی دولت ایالات متحده، تخمین زده می‌شود که در یک سال معین، زندانیان مرد بالغ و جوان چندین برابر بیشتر از زنان زندانی از قربانی جنسی بودن رنج می‌برند. آمار قربانیان زندانیان زن و مرد در اکثر نظرسنجی‌های ملی در مورد تجاوز جنسی گنجانده و در نظر گرفته نشده‌اند.

تجاوز جنسی در زندان یا تجاوز در زندان به تجاوز جنسی یا اجبار به اعمال جنسی افراد در زمانی که در بازداشتگاه یا زندان هستند گفته می‌شود. این عبارت معمولاً برای توصیف تجاوز به زندانیان توسط دیگر زندانیان یا برای توصیف تجاوز به زندانیان توسط بازجوها یا دیگر کارکنان استفاده می‌شود.

## ایران
خشونت جنسی علیه زندانیان سیاسی در زندان‌های جمهوری اسلامی رواج دارد. گفته می‌شود که توسط مقامات نادیده گرفته شده یا حتی تسهیل و حتی در مواردی تأیید شده‌است.

گزارش‌های رسیده به سازمان ملل نشان می‌دهد که تجاوز جنسی توسط بازجویان در ایران برای دهه‌ها مورد استفاده قرار گرفته‌است. در دههٔ شصت خورشیدی، پس از انقلاب اسلامی، تجاوز جنسی به زندانیان سیاسی زن به حدی بود که حسینعلی منتظری، معاون وقت خمینی، در نامه‌ای به تاریخ ۷ مهر ۱۳۶۵، مطالب زیر را به خمینی نوشت:
آیا می‌دانستید در برخی از زندان‌های جمهوری اسلامی به زنان جوان تجاوز می‌شود؟ — منتظری در نامه به خمینی
دو تن از اعضای جامعه حقوق بشر ایران، وکیل فمینیست و روزنامه‌نگار شادی صدر و وبلاگ نویس و فعال مجتبی سمیع‌نژاد مقالاتی را در فضای مجازی از داخل ایران منتشر کردند مبنی بر اینکه تجاوز جنسی در زندان سابقه طولانی در جمهوری اسلامی دارد.
در اعتراضات و پیامدهای انتخابات ریاست‌جمهوری دهم ایران، گروه‌های مخالف گزارش دادند در جریان اعتراض‌ها هزاران نفر از معترضان توسط سپاه پاسداران انقلاب اسلامی دستگیر و به زندان اوین و بازداشتگاه کهریزک و سایر زندان‌های سراسر کشور منتقل و مورد شکنجه و تجاوز قرار گرفتند.
در مواردی نیز به صورت گروهی به تشویق بازجوها توسط زندانیان سابقه دار مورد تجاوز قرار گرفتند.
پس ازانتخابات ریاست‌جمهوری ایران (۱۳۸۸)، مهدی کروبی، نامزد ریاست جمهوری ایران، گفت که بر اساس‌نامه محرمانه‌ای به اکبر هاشمی رفسنجانی، رئیس‌جمهور پیشین و روحانی، چندین معترض که در زندان اوین نگهداری می‌شدند مورد تجاوز وحشیانه قرار گرفته‌اند. کروبی گفت که این «گوشه‌ای» از شواهدی است که او در اختیار دارد و اگر تکذیب‌ها متوقف نشود، مدارک بیشتری منتشر خواهد کرد.
مهدی کروبی در ۹ مرداد ۱۳۸۸ در نامه‌ای به رئیس مجمع تشخیص مصلحت نظام خواستار رسیدگی به زندان‌های ایران به دلیل احتمال شکنجه و به‌ویژه آزار و اذیت جنسی مردان و زنان شد. او در ۱۹ مرداد ماه به علی لاریجانی رئیس مجلس نامه نوشت و خواستار ملاقات با رئیس‌جمهور محمود احمدی‌نژاد، صادق لاریجانی رئیس قوه قضائیه، اکبر هاشمی رفسنجانی رئیس‌جمهور اسبق و دادستان کشور شد تا اسناد و مدارک خود را شخصا در مورد پرونده‌های جنسی ارائه کند. در پی آن موضوع بدرفتاری در برخی از زندان‌ها مانند کهریزک. علی لاریجانی و صادق لاریجانی (کمیته قضایی) و نمایندگان علی خامنه‌ای هر دو رسماً ادعای او را رد کردند و نایب رئیس کمیسیون امنیت ملی مجلس خواستار دستگیری کروبی شد.
در پی خیزش ۱۴۰۱ ایران هزاران نفر بازداشت و آزار جنسی معترضان خیزش به صورت گسترده به وقوع پیوست به گونه‌ای که سی‌ان‌ان در گزارشی موضوع را تأیید نمود. اینگونه تجاوز توسط دیده‌بان حقوق بشر تأیید شد.

## چین
در فوریه ۲۰۲۱، بی‌بی‌سی نیوز گزارش‌های شاهدان عینی را از تجاوز سیستماتیک به زنان اویغور در اردوگاه‌های زندان سین‌کیانگ گزارش کرد.
چندین زن که قبلاً در اردوگاه‌های سین‌کیانگ بازداشت شده بودند، علناً به سوء استفاده جنسی سیستماتیک، از جمله تجاوز جنسی، متهم شده‌اند. سیراگل ساویت بای، معلمی که مجبور به کار در کمپ‌ها شده بود، به بی‌بی‌سی گفت که کارمندان اردوگاهی که او در آن بازداشت بوده، تجاوز جنسی را به صورت دسته جمعی انجام می‌داده‌اند همچنین نگهبانان اردوگاه «دختران و زنان جوانی را انتخاب نموده و بردند.». او همچنین از یک تجاوز گروهی سازمان یافته پرده برداشت که در آن یک زن حدوداً ۲۱ ساله مجبور شد در مقابل جمعیتی متشکل از ۱۰۰ زن دیگر که در کمپ‌ها بازداشت شده بودند، مورد تجاوز چندین پلیس قرار گیرد. تورسونای ضیاودون، زنی که به مدت ۹ ماه در این اردوگاه‌ها بازداشت بود، به بی‌بی‌سی گفت که زنان «هر شب» از سلول‌های خود خارج می‌شدند تا توسط مردان چینی مورد تجاوز جنسی قرار گیرند و او در معرض سه مورد جداگانه تجاوز گروهی قرار گرفته بود. تجاوز جنسی در حین بازداشت نیز وجود داشته چنانچه قلبینور صدیک، یک زن ازبک اهل سین کیانگ، اظهار داشت که پلیس چین در جریان شکنجه با شوک الکتریکی از بازداشت شدگان سوء استفاده جنسی کرده‌است و می‌گوید: چهار نوع شوک الکتریکی وجود داشت: صندلی، دستکش، کلاه ایمنی و تجاوز جنسی مقعدی با چوب. ".

## ترکیه
دیده‌بان حقوق بشر و عفو بین‌الملل هر دو گزارش‌هایی از تجاوز و آزار گسترده زندانیان در ترکیه منتشر کرده‌اند که چندین دهه را در بر می‌گیرد. زندانیان کرد نیز به‌طور خاص هدف تجاوز جنسی و سایر اشکال خشونت جنسی بوده‌اند.

## خاورمیانه
تجاوز جنسی به‌طور منظم در سراسر زندان‌های خاورمیانه استفاده می‌شود. سوء استفاده جنسی از زنان، کودکان و مردان بازداشت شده در زندان‌های امارات، عربستان و بحرین بیداد می‌کند.

## ایالات متحده
در ایالات متحده، اکثریت قریب به اتفاق موارد تجاوز جنسی شامل مردانی است که توسط مردان دیگر مورد تجاوز قرار می‌گیرند. این تا حدی به این دلیل است که در ایالات متحده اکثریت قریب به اتفاق افراد زندانی مرد هستند. تماس جنسی با زندانیان توسط کارکنان زندان، بدون توجه به رضایت فرضی، غیرقانونی است.
آگاهی عمومی از تجاوز جنسی رایج در زندان یک پیشرفت نسبتاً جدید است و برآوردها از شیوع آن در چندین دهه گذشته بسیار متفاوت بوده‌است. در سال ۱۹۷۴، کارل وایس و دیوید جیمز فریار نوشتند که ۴۶ میلیون آمریکایی روزی زندانی خواهند شد. از این تعداد، آنها معتقد بودند که ۱۰ میلیون نفر مورد تجاوز جنسی قرار خواهند گرفت.
بر اساس گزارش وزارت دادگستری ایالات متحده در سال ۲۰۱۳، تخمین زده می‌شود که ۵ درصد از افرادی که در زندان‌های ایالتی و فدرال زندانی هستند، و ۳٫۲ درصد از افرادی که در زندان هستند، حداقل یک بار قربانی شدن جنسی را در ۱۲ ماه گذشته گزارش کرده‌اند. با این حال، مدافعان صحت اعداد را به دلیل گزارش ناکافی تجاوزهای جنسی در زندان، به ویژه در میان جوانان زندانی، زیر سؤال می‌برند.
از نظر درصد تعداد زندانیان قربانی به تعداد کل زندانیان، تخمین‌های دهه ۱۹۸۰ و ۱۹۹۰ به‌طور گسترده‌ای متفاوت است. برآوردی که در سال ۱۹۹۲ از سوی اداره فدرالی زندان‌ها انجام شد، نشان داد که بین ۹ تا ۲۰ درصد از زندانیان مورد تجاوز جنسی قرار گرفته‌اند. به‌طور مشابه، مطالعات سال‌های ۱۹۸۲ و ۱۹۹۶ به این نتیجه رسیدند که این میزان چیزی بین ۱۲ تا ۱۴ درصد است. در زندان‌های ایالت نیویورک، یک مطالعه در سال ۱۹۸۶ این نسبت را حدود ۲۳ درصد نشان داد. در مقابل، نظرسنجی کریستین ساوم در سال ۱۹۹۴ از ۱۰۱ زندانی نشان داد که ۵ نفر مورد تجاوز جنسی قرار گرفته‌اند.
قانون حذف تجاوز جنسی در زندان در سال ۲۰۰۳ اولین قانون فدرال ایالات متحده بود که به‌طور خاص در مورد تجاوز جنسی به زندانیان تصویب شد. این لایحه در ۴ سپتامبر ۲۰۰۳ به امضا رسید